# Kobylnice (Lipno nad Vltavou)
Kobylnice (německy Goblenz nebo Goblens) je osada a letovisko na břehu lipenské vodní nádrže, část obce Lipno nad Vltavou. Nachází se po obou stranách silnice II/163, asi 1,5 km západně od centra obce. Je významným rekreačním a turistickým střediskem, nachází se zde kemp, jachtklub, loděnice, vodní vlek a množství penzionů, chat a restaurací. 

## Historie
Poprvé je Kobylnice zmiňována v roce 1281. Původní osada se nacházela na úbočí nad údolím Vltavy, v nejsevernější části dnešní zástavby. Obyvatelé se živili vorařením a drobným zemědělstvím. Kobylnice původně byla (od zavedení obecního zřízení v polovině 19. století) osadou obce Slupečná. V letech 1938 až 1945 byla (v důsledku uzavření Mnichovské dohody) součástí nacistického Německa.